# 메나제리미 아라
《메나제리미 아라》(튀르키예어: Menajerimi Ara)는 2020년 방영된 터키의 텔레비전 드라마이다.
이스탄불을 배경으로 한다.